# Karō
Le karō (家老) était un officier et conseiller samouraï de haut rang au service d'un daimyo dans le Japon féodal.

## Histoire
Durant l'époque d'Edo, la politique du sankin-kōtai (rotation de services) nécessitait que chaque daimyo plaçât un karō à Edo et un autre dans son domaine. Un karō responsable d'un château était appelé jōdai karō (城代家老), tandis que celui qui était en place à Edo était appelé Edo karō (江戸家老). Un terme général pour un karō basé dans le domaine était kunigarō (国家老).
Certains domaines faisaient référence à ce poste en utilisant le terme bugyō (奉行) ou toshiyori (年寄).
Un exemple d'événement impliquant un karō se retrouve dans l'un des plus célèbres contes japonais, Kanadehon Chūshingura. Le dernier daimyo du domaine d'Akō était Naganori Asano. Pendant qu'il se trouvait à Edo, il fut condamné à se faire seppuku pour avoir blessé Yoshinaka Kira à l'intérieur du château d'Edo. Quand le shogunat a dissous le domaine d'Akō, tous les samouraïs du fief sont alors devenus rōnins. Ōishi Kuranosuke, le jōdai karō, a mené quarante-six autres rōnins dans une vendetta contre Kira. En raison de son rôle dans l'histoire des 47 rōnin, Oishi est devenu le plus célèbre karō.
Le poste de rōjū (« ancien ») avait beaucoup de similarité avec celui de karō.

### Liste de quelqueskarōcélèbres
- Ōishi Kuranosuke
- Hirosato Zusho
- Hiroshi Yamakawa
- Saigō Tanomo
- Kanetsugu Naoe
- Komatsu Kiyokado
- Iida Kakubei, un ancêtre de Kowashi Inoue

## Source de la traduction
- (en) Cet article est partiellement ou en totalité issu de l’article de Wikipédia en anglais intitulé « Karō » (voir la liste des auteurs).